# Ernst Zuppinger

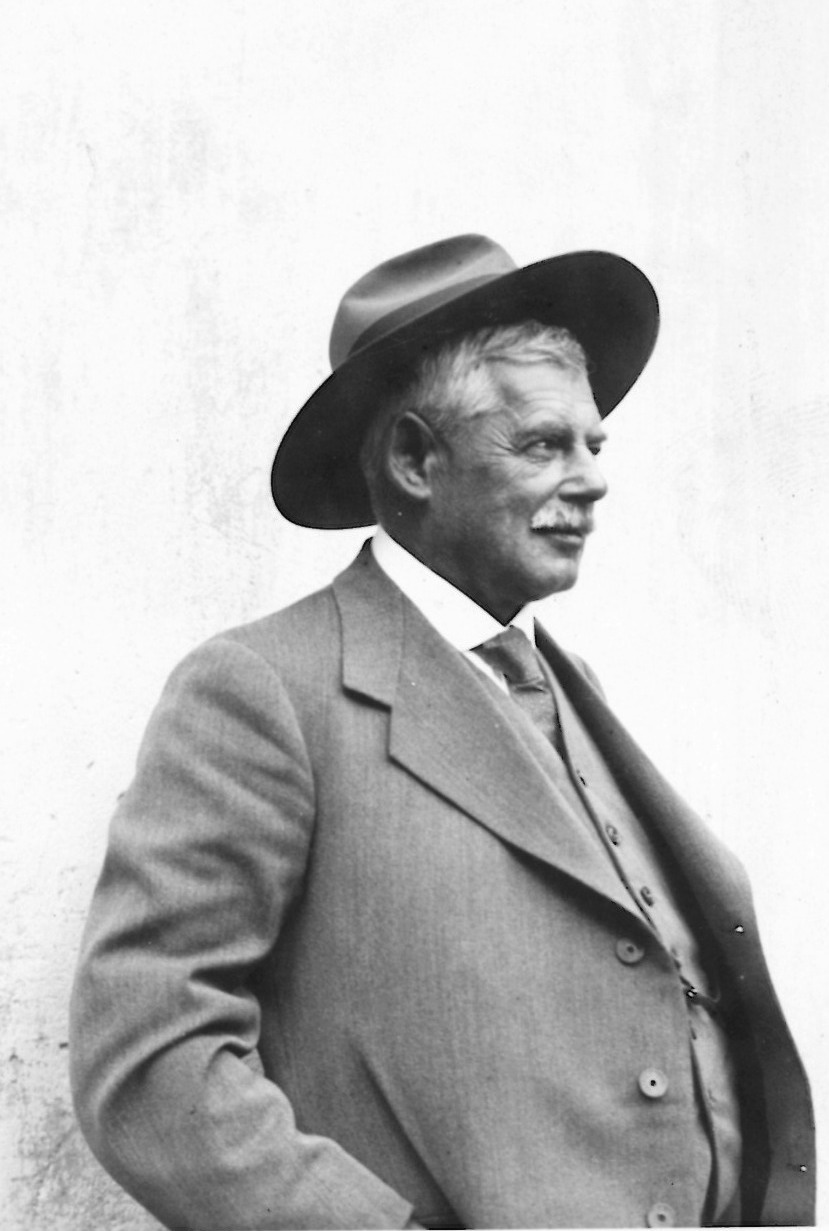
Ernst Zuppinger 1921

Ernst Theodor Zuppinger (* 22. März 1875 in Hottingen; † 18. Oktober 1948 in Locarno) war ein Schweizer Kunstmaler.

## Leben
Ernst Theodor Zuppinger wuchs als eines von zehn Kindern des Malermeisters Otto Zuppinger an der Gemeindestrasse in Zürich-Hottingen auf. Bei seinem Vater lernte er das Malerhandwerk. 1908 zog er nach Muralto bei Locarno an die Via Attilio Baldi. Auf Ausflügen in die nähere und weitere Umgebung malte er zahlreiche typische Tessiner Motive wie Ställe, Steinhäuser, Rebberge oder Landschaften. In Locarno pflegte Zuppinger Kontakte zu andern Malern wie Janci Adamina, Filippo Franzoni, Bruno Nizzola und Hugo Strauss. Zuppinger war verheiratet mit Marie Zuppinger aus Bachenbülach. Die Ehe blieb kinderlos. Er starb am 18. Oktober 1948 im Alter von 73 Jahren in Locarno an Magenkrebs.

## Werk
Zuppinger malte fast ausschliesslich Landschaften aus dem Tessin, dem Kanton Glarus und dem Oberengadin. Seine Bilder malte er in Öl auf festen Karton. Oft signierte er sie mit Bleistift auf der Rückseite mit «Ernesto Zuppinger Pittore Locarno».

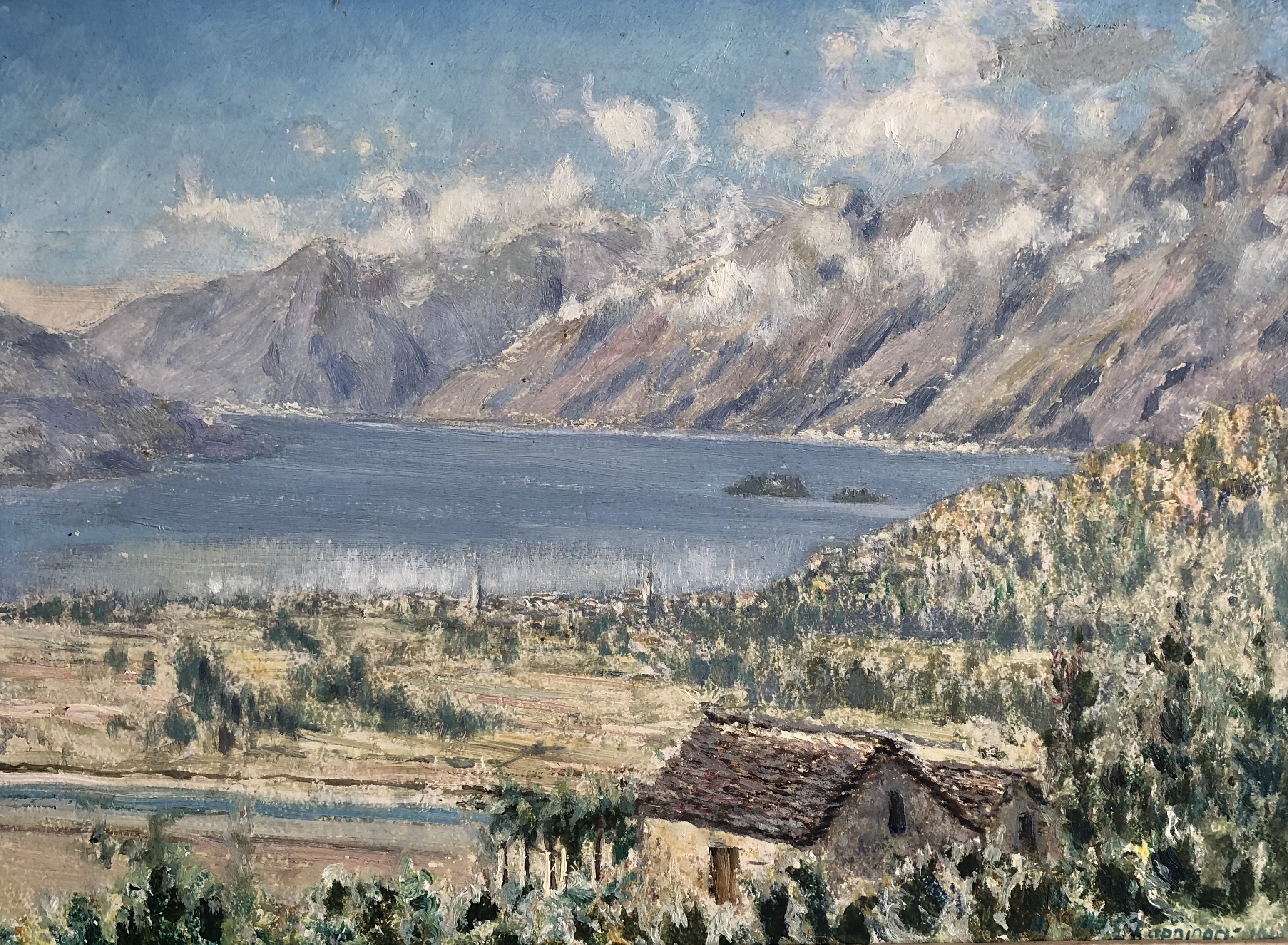
Lago Maggiore mit Ascona
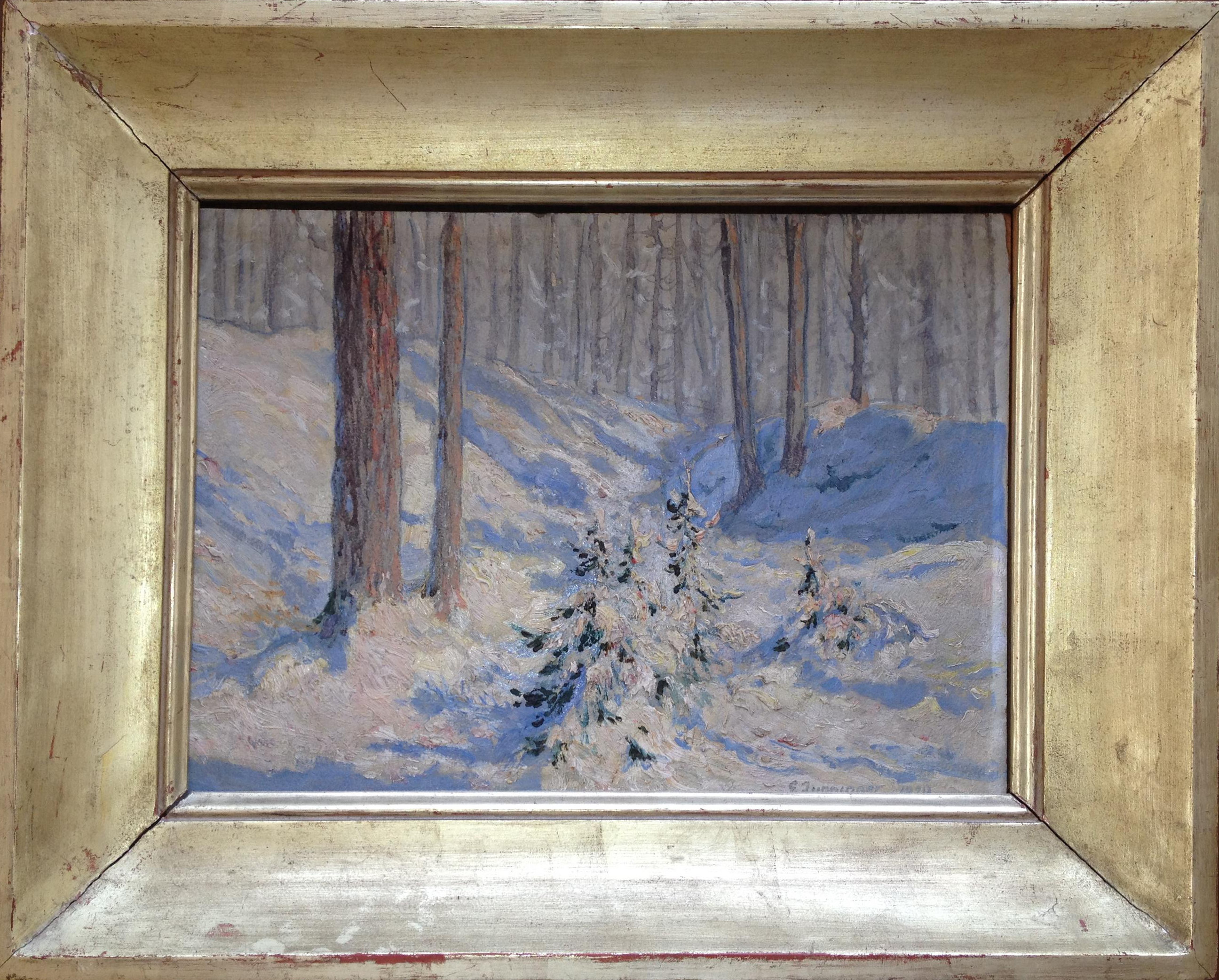
Winterwald bei Samedan, 1920
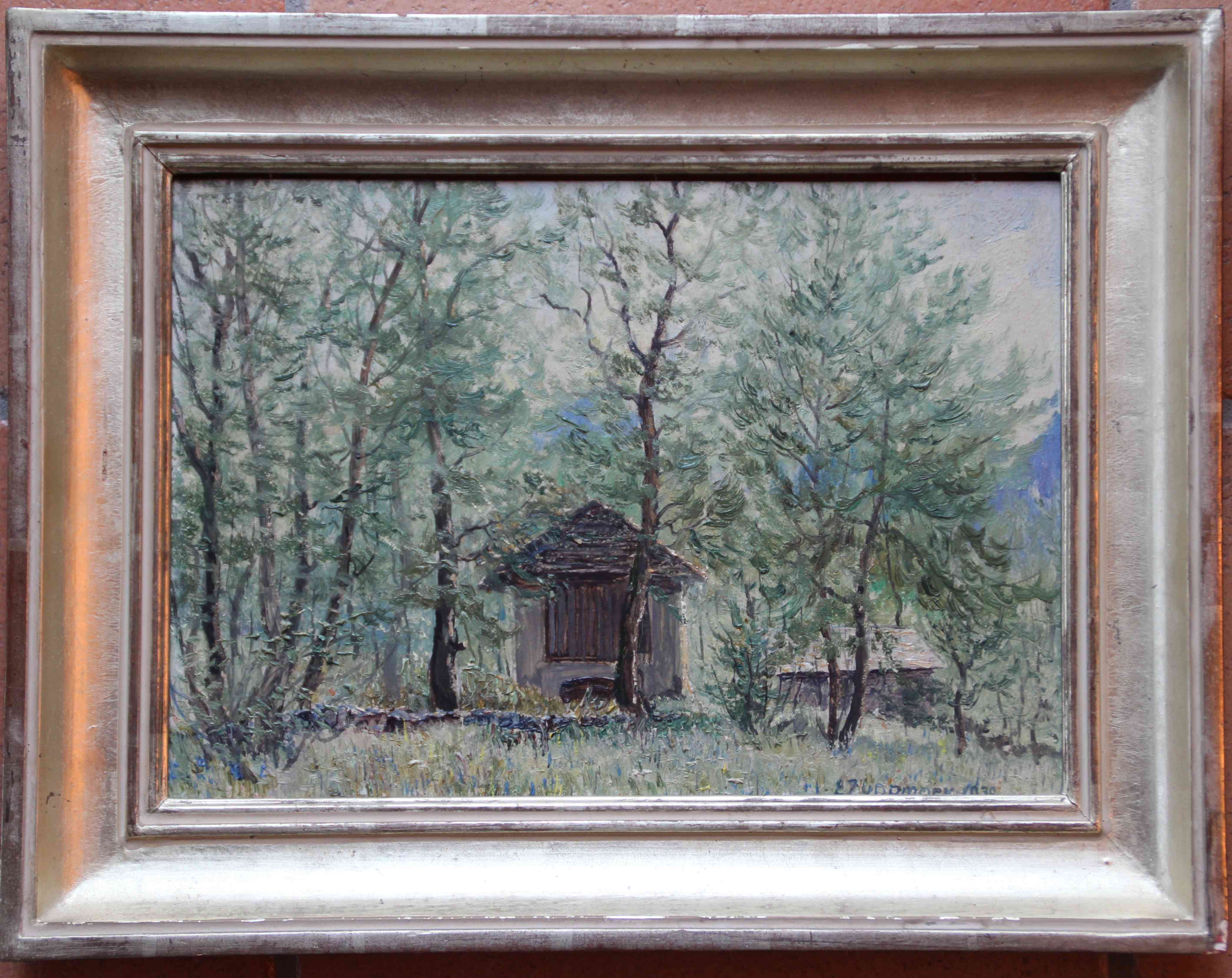
Kastanienwald in Castasegna
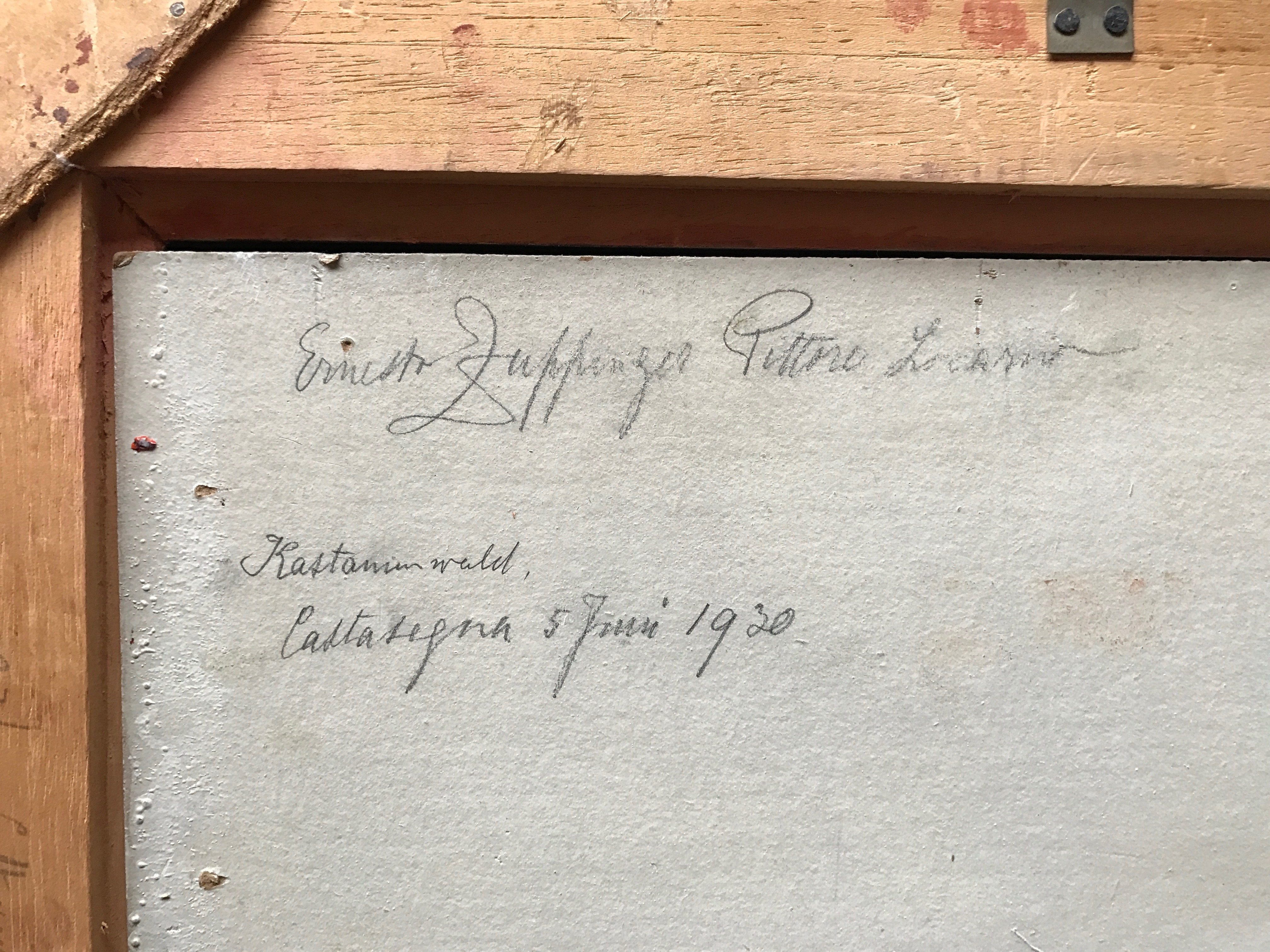
Bildrückseite
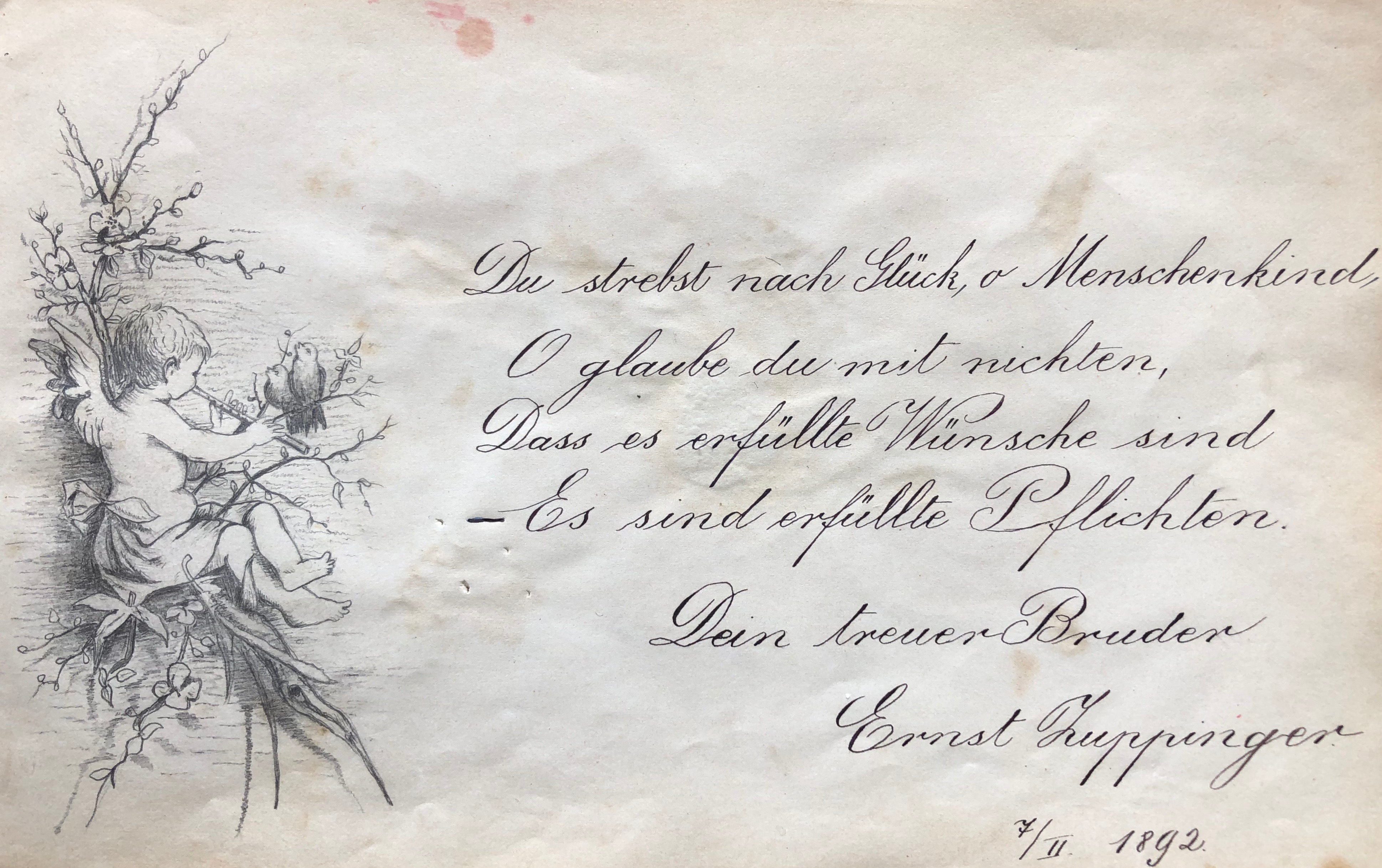
Eintrag des 17-jährigen Zuppinger im Poesiealbum seiner Schwester, 1892